# Hicacos
Hicacos (hiszp. península de Hicacos) – wąski półwysep (kosa) w północno-zachodniej Kubie, na wyspie o tej samej nazwie, w prowincji Matanzas. Odgradza zatokę Cárdenas (na południowym wschodzie) od Zatoki Meksykańskiej. Ma długość 18 km.
Na półwyspie znajduje się miasto Varadero, ośrodek turystyki nadmorskiej o znaczeniu międzynarodowym. Funkcjonują tu także saliny.